# Anton van Oostenrijk-Toscane

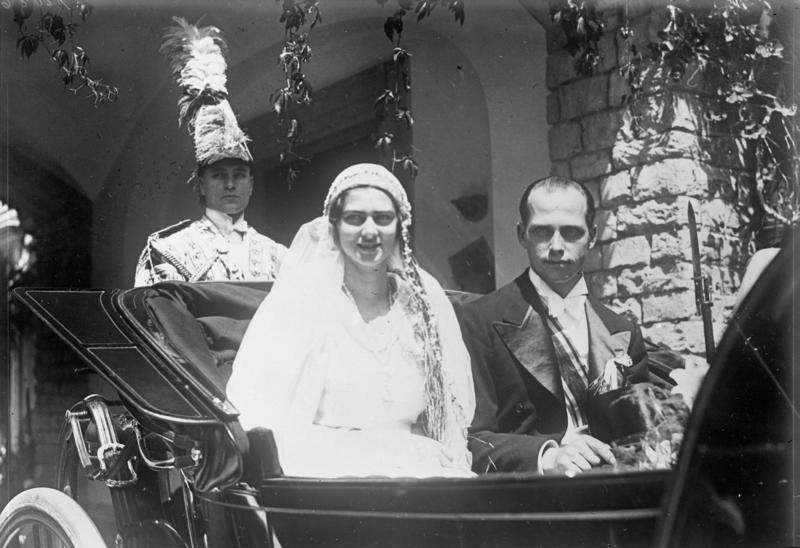
De aartshertog op zijn trouwdag

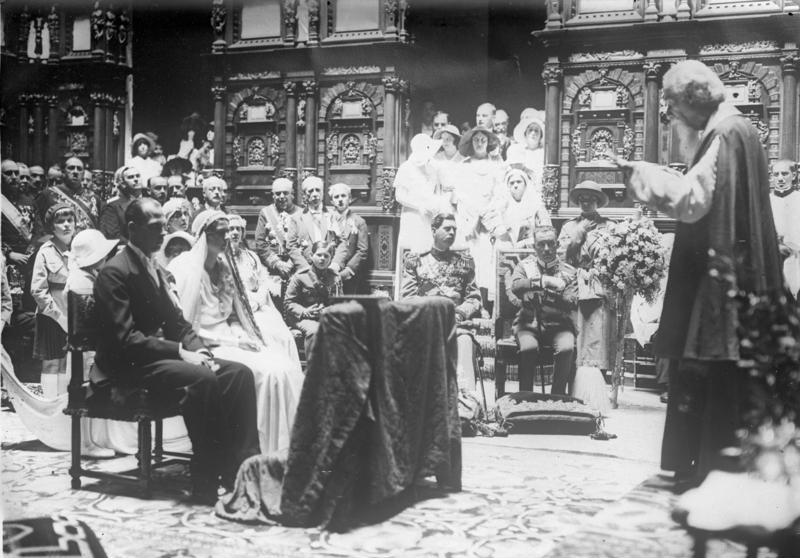
Tijdens de huwelijksvoltrekking

Anton Maria Frans Leopold Blanka Karel Josef Ignatius Raphael Michael Margareta Nicetas van Oostenrijk-Toscane (Wenen, 20 maart 1901 — Salzburg, 22 oktober 1987) was een Oostenrijkse aartshertog en een prins van Toscane.
Anton was het zevende kind van Leopold Salvator van Oostenrijk-Toscane en Blanca van Bourbon, een dochter van Carlos María van Bourbon.
Op 26 juli 1931 trad hij in het huwelijk met Ileana, een dochter van koning Ferdinand I en koningin Marie van Roemenië.
Het paar kreeg zes kinderen:
- Stefan (1932-1998)
- Marie Ileana (1933-1959)
- Alexandra (1935)
- Dominic (1937)
- Maria Magdalena (1939)
- Elisabeth (1942)

Na hun huwelijk vestigde het paar zich in Oostenrijk, waar Anton dienst nam bij de Luftwaffe. In 1944 verhuisden ze naar Roemenië, om te gaan wonen in Kasteel Bran. In 1947 werd de koninklijke familie verbannen uit Roemenië. Anton en zijn gezin vestigden zich eerst in Zwitserland, daarna in Argentinië en vervolgens vertrok Anton weer naar Oostenrijk, terwijl de rest van zijn gezin verhuisde naar de Verenigde Staten. 
In 1954 werd de scheiding tussen beide echtelieden uitgesproken. Anton bleef wonen in Oostenrijk, waar hij in 1987 overleed.